# Nymphopsis korotnewi
Nymphopsis korotnewi là một loài nhện biển trong họ Ammotheidae. Loài này thuộc chi Nymphopsis. Nymphopsis korotnewi được miêu tả khoa học năm 1887 bởi Schimkewitsch.